# Martin Schwalb
Martin Schwalb, född 4 maj 1963 i Stuttgart, är en tysk handbollstränare och före detta handbollsspelare (högernia).
Totalt gjorde Schwalb som spelare 2 272 mål på 428 Bundesligamatcher, vilket innebär att han gjort femte flest mål i Bundesligas historia. För Tysklands landslag spelade han 193 landskamper och gjorde 594 mål, från 1983 till 1998. Han var bland annat med och tog OS-silver 1984 i Los Angeles.

## Meriter

### Som spelare
Med klubblag
- IHF-cupmästare 1992 med SG Wallau/Massenheim
- Cupvinnarcupmästare 1989 med TUSEM Essen
- Tysk mästare tre gånger: 1989 (med TUSEM Essen), 1992 och 1993 (med SG Wallau/Massenheim)
- Tysk cupmästare tre gånger: 1987 (med TV Großwallstadt), 1993 och 1994 (med SG Wallau/Massenheim)

Med landslaget
- OS-silver 1984 i Los Angeles
- EM-brons 1998 i Italien

### Som tränare
- Champions League-mästare 2013 med HSV Hamburg
- Cupvinnarcupmästare 2007 med HSV Hamburg
- Tysk mästare 2011 med HSV Hamburg
- Tysk cupmästare två gånger: 2006 och 2010 med HSV Hamburg